# گوستاف کنیتل
گوستاف کنیتل (به آلمانی: Gustav Knittel) (۲۷ نوامبر ۱۹۱۴ – ۳۰ ژوئن ۱۹۷۶) نظامی آلمانی در دوره رایش سوم و از اعضای وافن-اس‌اس بود که نشان عالی صلیب شوالیه صلیب آهنین را دریافت کرد.

## سال‌های اولیه
گوستاف کنیتل روز ۲۷ نوامبر سال ۱۹۱۴، به همراه برادر دوقلوی خود برنارت، در نوی-اولم زاده شد. پدرش نانوا بود. کنیتل، با علاقه به نظامی‌گری، بهار سال ۱۹۳۴ به آلگماینه اس‌اس و حزب ناسیونال سوسیالیست پیوست. قصد داشت به رایشسور منتقل شود که درخواست او رد شد. در عوض داوطلب خدمت در وافن-اس‌اس شد. این بار مورد پذیرش بود و در هنگ دویچلانت اس‌اس-فرفوگونگس‌تروپه در الوانگن قرار گرفت. سال ۱۹۳۶ به درجه سرجوخه و سال ۱۹۳۷ به درجه گروهبان اس‌اس ترفیع گرفت.
کنیتل درخواست گذراندن دوره آموزش افسری کرد و به دانشکده اس‌اس در بات تولتس فرستاده شد. سال ۱۹۳۸ فارغ‌التحصیل شد. روز ۹ نوامبر سال ۱۹۳۸ با درجه اس‌اس-اونتراشتورم‌فورر (معادل ستوان دوم) به زمره افسران درآمد و به هنگ دویچلانت اس‌اس بازگشت. تابستان سال بعد آجودان گردان ذخیره موتورسوار الوانگن شد. روز ۹ نوامبر سال ۱۹۳۹ به درجه اس‌اس-اوبراشتورم‌فورر (معادل ستوان یکم) ترفیع گرفت.

## جنگ جهانی دوم
با آغاز جنگ جهانی دوم، کنیتل نخستین تجربه رزمی خود را در نبرد فرانسه تجربه کرد. در این کارازار فرمانده یک دسته در گردان ۱۵ موتورسوار در لشکر یکم زرهی اس‌اس لایب‌اشتاندارته اس‌اس آدولف هیتلر بود. عملکرد خوبی در این جایگاه داشت تا این روز ۱۹ ژوئن سال ۱۹۴۰ در جریان حمله به سن-پورسن از ناحیه ران چپ به شدت زخمی شد. پس از بهبودی به فرماندهی گروهان ۳ گردان شناسایی لشکر لایب‌اشتاندارته منصوب شد. این یگان را در تهاجم به یوگسلاوی و یونان هدایت کرد. در جریان عملیات بارباروسا، تهاجم به شوروی، تا روز ۱۰ ژوئیه سال ۱۹۴۱ همچنان فرمانده این گروهان بود تا این که دوباره در جریان حمله لشکر لایب‌اشتاندارته به ارتفاعات مارخلوسک در اوکراین این بار در اثر اصابت ترکش و گلوله از ناحیه شانه راست مجروح شد.
پس از درمان در بیمارستان‌های مختلف، کنیتل به گردان جایگزینی و آموزش اس‌اس در داخائو منتقل شد تا سلامت خود را بازیابد. روز ۹ نوامبر سال ۱۹۴۱ به درجه اس‌اس-هاوپت‌اشتورم‌فورر (معادل سروان) ترفیع گرفت. همان ماه به میدان نبرد در جبهه شرقی بازگشت و در تصرف روستوف عملکرد متمایزی از خود نشان داد. گروهان خود را در جریان عقب‌نشینی به سمت رود میوس هدایت کرد. سپس فرمانده گروهان ۳ نیمه‌شنی گردان ۱ شناسایی اس‌اس شد. این یگان پس از تحمل تلفات سنگین در جبهه شرقی، برای بازسازی و بازتجهیز به ناحیه رزمایش زنلاگر در آلمان فرستاده شد.
کنیتل و افرادش سپس به نرماندی رفتند و مشغول آموزش نیروهای جایگزین شدند. پس محاصره ارتش ششم ورماخت در نبرد استالینگراد، لشکر لایب‌اشتاندارته بل شتاب به قسمت جنوبی جبهه شرقی فرستاده شد. این‌جا درگیری نبردهای اطراف خارکوف بود. کنیتل روز ۱۵ فوریه سال ۱۹۴۳ در نزدیکی برکا از قسمت پا و روز ۱۱ ژوئیه در نزدیکی تتروینو از قسمت بازوی چپ زخمی شد اما همچنان با نیروهای خود ماند.
کنیتل بهار سال ۱۹۴۳ جانشین کورت مایر در فرماندهی گردان ۱ شناسایی اس‌اس شد. این یگان را در نبرد کورسک و عقب‌نشینی متعاقب آن در روسیه و اوکراین رهبری کرد. روز ۲۳ اوت سال ۱۹۴۳ به درجه اس‌اس-اشتورم‌بان‌فورر (معادل سرگرد) ترفیع گرفت. گردان کنیتل ماه مارس سال ۱۹۴۴ با حفظ یک تپه در مقابل حملات شدید ارتش سرخ، راه عقب‌نشینی لشکر شصت‌وهشتم پیاده‌نظام ورماخت و گریز آن از محاصره را باز نگاه داشت. کنیتل بدین جهت و به جهت سایر اقدامات رزمی، مفتخر به دریافت نشان عالی صلیب شوالیه صلیب آهنین شد.
مدت کوتاهی بعد به آلمان بازگشت و روز ۶ مه سال ۱۹۴۴ با ریمون گوتیه، بانوی ۲۱ ساله ازدواج کرد. حاصل این ازدواج یک پسر به نام برونو بود که ماه مه سال ۱۹۴۶ به دنیا آمد.
کنیتل پس از این وصلت دوباره به میدان جنگ بازگشت. پس از گذراندن سه سال در جبهه شرقی، او و یگانش چند روز پس از پیاده‌سازی در نرماندی به این منطقه فرستاده شد. این‌جا شاهد درگیری‌های ممتد روزانه بود. لشکر لایب‌اشتاندارته باز هم دچار آسیب جدی شد. کنیتل به رزمی در حال عقب‌نشینی در فرانسه به سمت خط وست‌وال در مرزهای غربی بدنه خاک آلمان ادامه داد. پس از یک مرخصی کوتاه، فرماندهی گردان ۱ جایگزینی میدانی اس‌اس را در لوبکه بر عهده گرفت. با این وجود با اصرار ویلهلم مونکه، فرمانده لشکر لایب‌اشتاندارته، مبنی بر بازگشت کنیتل به فرماندهی گردان ۱ شناسایی اس‌اس، روز ۱۳ دسامبر سال ۱۹۴۴ دوباره به خط مقدم در جبهه غربی رفت و به فرماندهی یگان موسوم به «گروه پرسرعت کنیتل»، یک گروه رزمی متشکل از نیروهای گردان ۱ شناسایی اس‌اس، منصوب شد. کنیتل که جنگ را مغلوبه می‌دید و میلی برای ادامه رزم نداشت، از مونکه خواست این جایگاه را به کس دیگری بدهد اما با او مخالفت شد.
با نزدیک شدن به پایان جنگ، شدت خشونت‌ها رو به فزونی می‌رفت. نیروهای گردان کنیتل روز ۱۶ دسامبر، در جریان نبرد آردن، ۱۱ تن از اسرای آمریکایی را در ورت کشتند. البته مشخص نیست کنیتل خود از این اقدام مطلع بود یا نه یا این که خود دستور به آن داده یا نه. در ادامه نبرد کنیتل راه عقب‌نشینی بقایای هنگ یواخیم پایپر را پوشش داد.
بمب‌افکن‌های آمریکایی روز ۳۱ دسامبر سال ۱۹۴۴ قرارگاه فرماندهی کنتیل را در نزدیکی ویلزان بمباران کردند. کنتیل برای پنجمین بار در جنگ، به شدت زخمی شد. با پایان جنگ در ماه مه سال ۱۹۴۵، دیگر نتوانست به خط مقدم بازگردد.

## پس از جنگ
پس از جنگ در مزرعه‌ای در نزدیکی اشتوتگارت مخفی شد. روز ۵ ژانویه ساب ۱۹۴۶ قصد داشت با همسرش در نوی-اولم دیدار کند که توسط عوامل اطلاعاتی آمریکایی دستگیر شد. او را به شْوِبیش هال بردند. در دادگاه موسوم به محاکمات مالمدی حاضر بود. در ابتدا به قتل اسرای آمریکایی اعتراف کرد اما بعداً منکر آن شد و اعتراف پیشین خود را در اثر شکنجه جسمی و روحی خود توسط آمریکایی‌ها دانست. به هر صورت این ادعا رد و کنیتل مجرم شناخته شد. دادگاه او را روز ۱۶ ژوئیه به حبس ابد محکوم کرد. کنیتل دست کم سه بار درخواست تجدید نظر داد و حکم او به رفته‌رفته کاهش یافت. در نهایت روز ۷ دسامبر سال ۱۹۵۳، در قالب یک عفو عمومی، آزاد شد.
کنیتل مدتی بعد به عنوان عامل فروش برای شرکت اوپل کار کرد. سال ۱۹۶۸ دچار حمله قلبی شد و از آن پس دچار مشکلات سلامتی بود. سال ۱۹۷۰ به ناچار بازنشسته شد. گوستاف کنیتل در نهایت در حال عمل قلب در بیمارستانی در اولم، روز ۳۰ ژوئن سال ۱۹۷۶ درگذشت.

## کتابشناسی
- Mitcham, Samuel W. Jr.; Mueller, Gene (2012). Hitler's Commanders: Officers of the Wehrmacht, the Luftwaffe, the Kriegsmarine, and the Waffen-SS. Rowman & Littlefield. ISBN 978-1-4422-1153-7.